# Escuela Técnica Superior de Ingeniería Agronómica, Alimentaria y de Biosistemas (Universidad Politécnica de Madrid)
La Escuela Técnica Superior de Ingeniería Agronómica, Alimentaria y de Biosistemas, cuyas siglas son ETSIAAB, es la escuela de ingenieros agrónomos de la Universidad Politécnica de Madrid (España), que prepara y expide el título de Ingeniero Agrónomo y de Ciencia y Tecnología de los Alimentos. También ha impartido el título de Graduado en Ingeniería y Ciencia Agronómica, actualmente el Grado de Ingeniería Agrícola, Graduado en Ingeniería alimentaria, Graduado en Ingeniería agroambiental, Graduado en Ciencias agrarias y Bioeconomía y Graduado en biotecnología. Imparte el Máster Ingeniero Agrónomo (habilitante para el ejercicio profesional), otros másteres oficiales y doctorado.
Esta escuela se creó en 1855 bajo el nombre de “Escuela Central de Agricultura” y es la escuela de Agricultura más antigua de España. Inicialmente se ubicó en la finca llamada La Flamenca, perteneciente al Real Heredamiento de Aranjuez. El actual edificio se inauguró en 1881 en la finca La Florida y La Moncloa ocupando algo más de 500 hectáreas. En 1917 por expreso deseo del Rey Alfonso XIII gran parte de la finca fue cedida para ubicar la Ciudad Universitaria de Madrid. El edificio prácticamente destruido durante la Guerra Civil fue posteriormente reconstruido con su actual fachada. Posee una biblioteca que cuenta con fondos históricos. El centro está situado en la Avenida Complutense en la Ciudad Universitaria de Madrid, y tiene aproximadamente 1600 estudiantes y unos 300 docentes y personal de administración y servicios.

## Historia

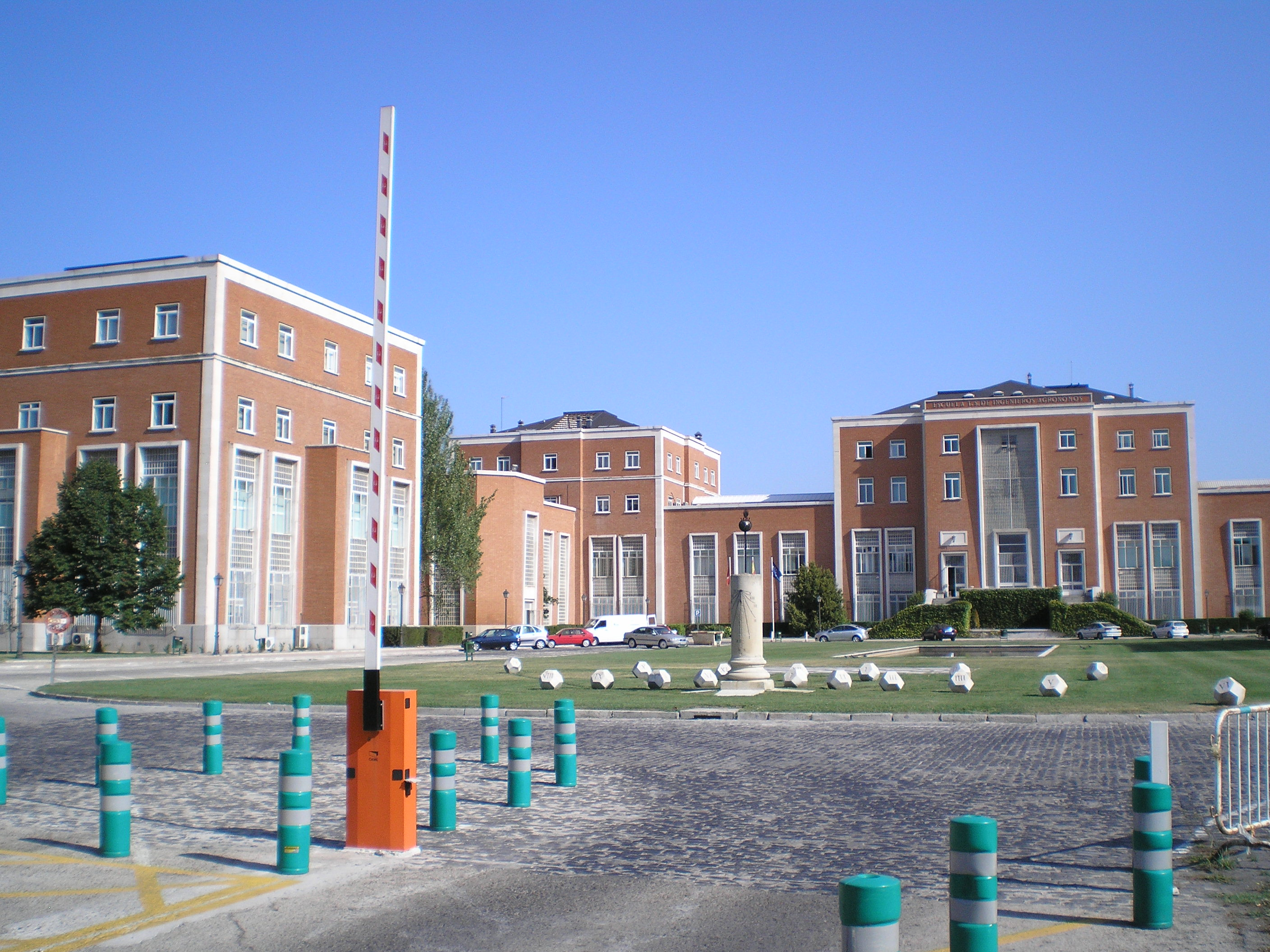
Entrada a la Escuela Técnica Superior de Ingeniería Agronómica, Alimentaria y de Biosistemas de Madrid en la Ciudad Universitaria (Madrid).

Isabel II, siendo Ministro de Fomento don Manuel Alonso Martínez, creó por Real Decreto la Escuela Central de Agricultura en la finca llamada «La Flamenca», perteneciente al Real Heredamiento de Aranjuez en Madrid. Inicialmente las enseñanzas se estructuraban en dos ciclos: científico, que concluía con el título de Ingeniero Agrónomo; y otro tecnológico que concluía con el de Perito Agrícola. Por la Ley de 11 de julio de 1866, fue añadida a los dos ciclos un tercero para la formación de Capataces Agrícolas, con la idea de formar adecuadamente a los agricultores.

### Escuela General de Agricultura

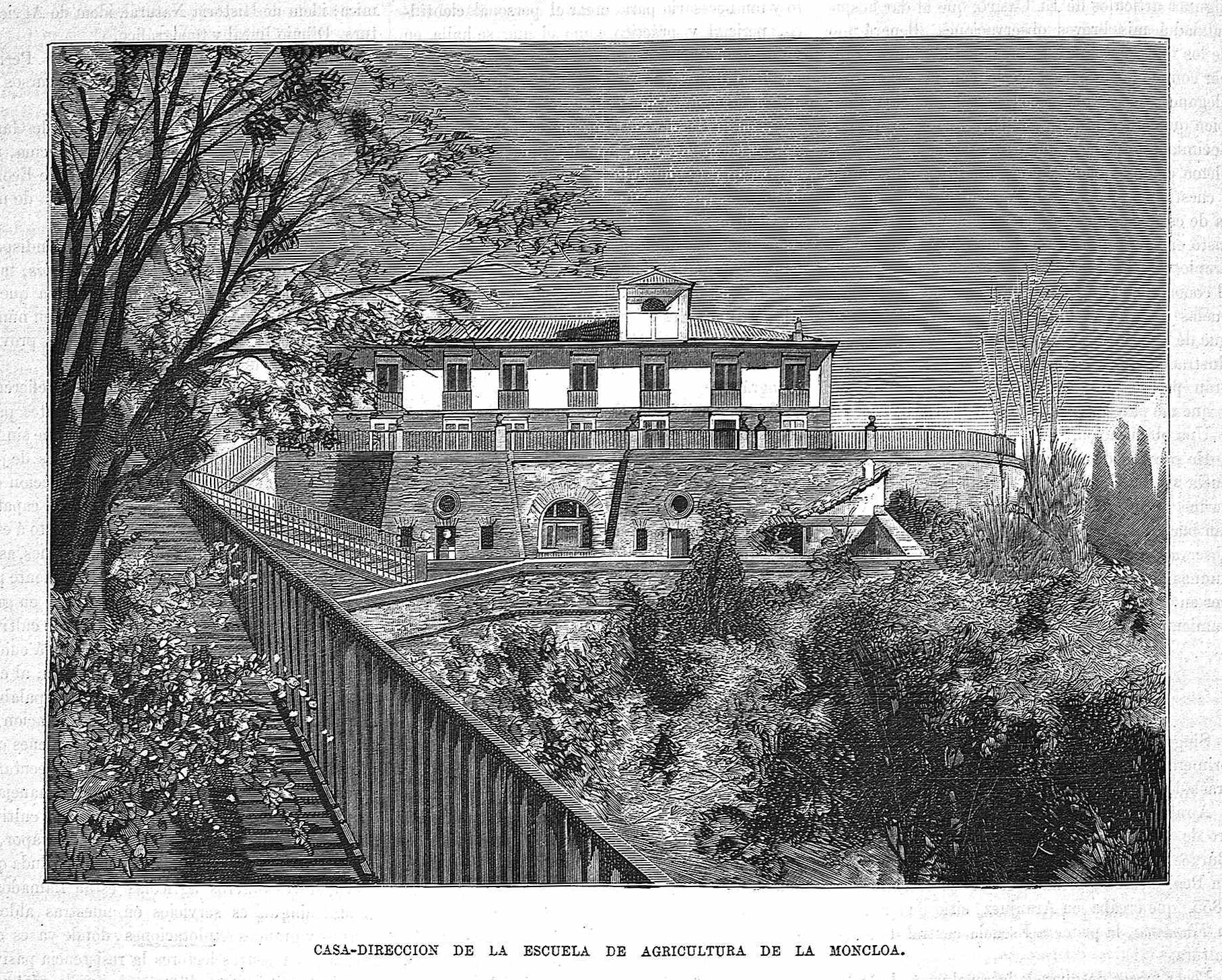
«Casa-dirección de la Escuela de Agricultura de la Moncloa (1881)»

Para hacer más coherente la enseñanza, el 3 de noviembre de 1868 fue decretado la supresión de la Escuela Central de Agricultura y seguidamente su traslado a Madrid, por Decreto de 28 de enero de 1869, dotándola con la finca denominada La Florida y La Moncloa, que pertenecían al Real Patrimonio, situada a continuación de la Real Casa de Campo de Madrid y del Real Monte de El Pardo, junto a Madrid. Se le puso el nombre por el de Escuela General de Agricultura, se mantuvieron los contenidos docentes para formar Ingenieros Agrónomos, Peritos y Capataces Agrícolas. El 23 de noviembre de 1875 se incorporó la misión investigadora, creando la Estación Agronómica junto a la Escuela y servida por sus los profesores. La Estación Agronómica daría lugar posteriormente al Instituto Nacional de Investigaciones Agrarias que ocuparía parte de la finca la Florida y otra parte en el actual Palacio de la Moncloa. 

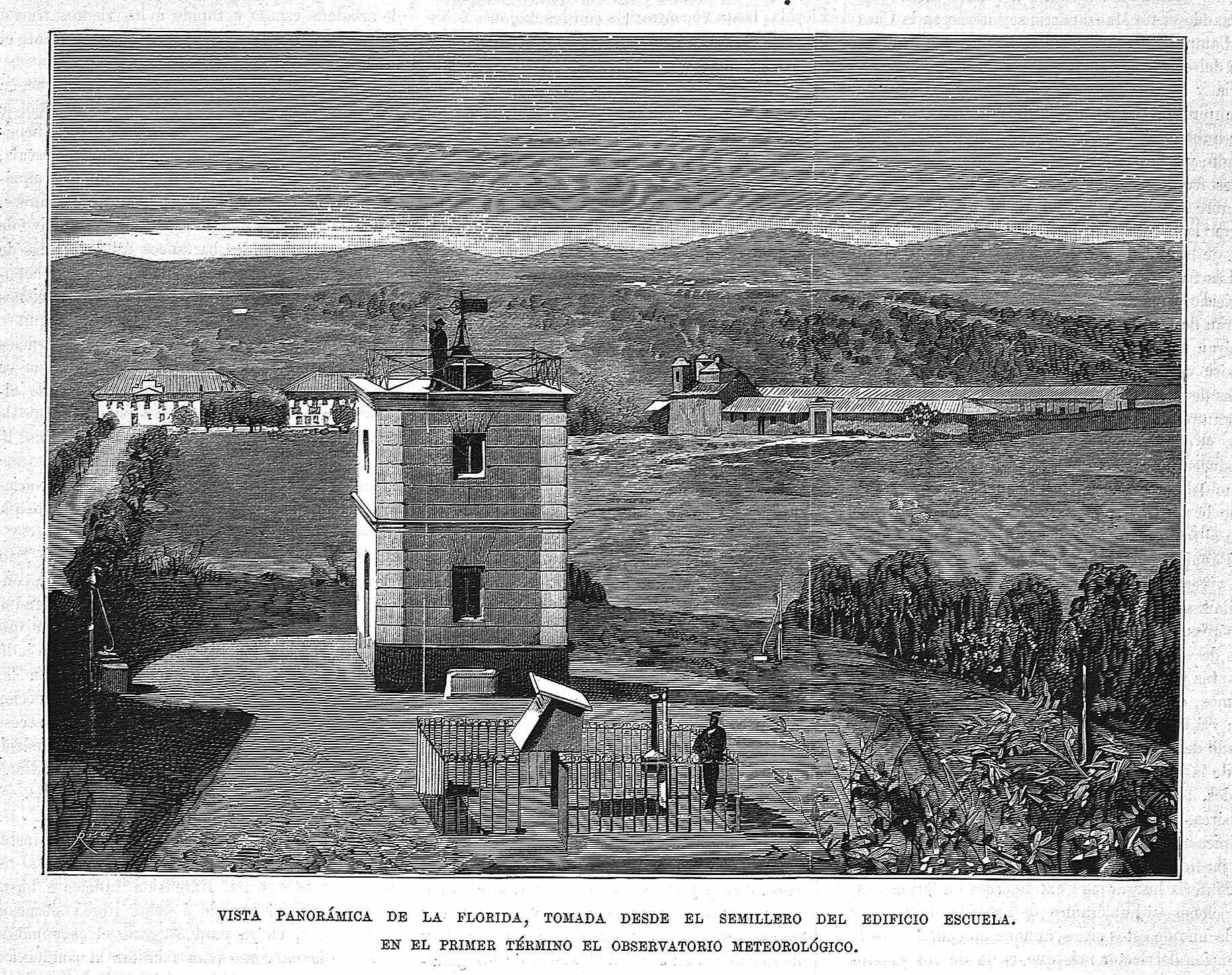
«Vista panorámica de La Florida, tomada desde el semillero del edificio-escuela. En el primer término el observatorio meteorológico» (1881)

La Real Orden del 16 de agosto de 1876 implantó un sistema de ingreso. Ese año pasó a llamarse Escuela Superior de Ingenieros Agrónomos. Imponiendo el examen de ingreso, sobre varias asignaturas de las distintas secciones de la Facultad de Ciencias. Además la Real Orden creó la Escuela de Peritos Agrícolas y sus propias condiciones de ingreso. Los edificios principales para las instalaciones de La Florida y La Moncloa se inauguraron entre 1880 y 1881. Los campos de prácticas abarcaban una extensión de más de 500 hectáreas, donde los alumnos ponían en práctica sus conocimientos teóricos.

### Instituto Agrícola de Alfonso XII
Restaurada la monarquía y como testimonio del regio apoyo con que contó siempre la Institución, pasó a denominarse, primero, Escuela General de Agricultura, y luego, por Real Orden de 12 de julio de 1881, Instituto Agrícola de Alfonso XII, cuya denominación conservó hasta la llegada de la II República en 1931. El 4 de noviembre de 1881 un nuevo reglamento modificó el régimen de Instituto Agrícola de Alfonso XII, ampliando su cometido para servir de Centro de Propaganda de la Agricultura, la Ganadería y las Industrias Agrícolas. Formando parte de la Institución la Estación Agronómica, y, posteriormente, por Real Decreto de febrero de 1882, se creó en su seno el Museo Agronómico Nacional.
Más profunda fue la reforma derivada de la creación, por Real Decreto de 29 de enero de 1886, de la Escuela Preparatoria de Ingenieros y Arquitectos. Destinada ésta a unificar el ingreso en las Escuelas Especiales de Ingenieros de Caminos, Minas, Montes, Industriales y Agrónomos y en la Escuela Superior de Arquitectura. Esta reforma supuso montar un primer ciclo común a todas las ingenierías y arquitectura, con las enseñanzas básicas generales impartidas en tres, después un segundo ciclo de especialización con las materias específicas de cada rama de Ingeniería.
Las de Agrónomos quedaron distribuidas en otros tres cursos, además de un año agrícola de prácticas en granjas y estaciones experimentales del país. El Instituto Agrícola de Alfonso XII siguió integrando tres centros, como anteriormente, la Escuela General de Agricultura, la Granja Central de Experimentación y Propaganda y la Estación Agronómica. La separación administrativa que regía entre la Escuela General de Agricultura y la Granja Central de Experimentación, terminó fusionándolas, por Real Decreto de 10 de julio de 1903, pues según la exposición de motivos: «la independencia de la Granja daba a la Escuela un carácter demasiado teórico restándole medios de demostrar experimentalmente los principios tecnológicos». 
Se fundieron por consiguiente y redistribuyeron todas las dependencias del Instituto Agrícola de Alfonso XII, consolidándose con reforzados recursos en el seno de la Escuela, además de la Granja, cinco Estaciones de Investigación y Experimentación, a saber, la antigua Estación Agronómica y las de Patología Vegetal, Ampelografia y Enología, Pecuaria y la de Horticultura y Jardinería. Tan importante como la integración de todas las actividades bajo la dirección de la Escuela, fue el reajuste de las enseñanzas de modo que ciertas materias de los Programas de Ciencias Físicas y Naturales, que antes figuraban en el ingreso, pasaron a formar parte, por sus exigencias de laboratorio, de los cursos de especialización.

### La Florida y La Moncloa convertidas en Ciudad Universitaria
Otro acontecimiento aún más trascendente de la época fue la iniciativa de convertir La Florida y La Moncloa en campos de una moderna Ciudad Universitaria, que conmemorase las Bodas de Plata de S.M. el Rey Don Alfonso XIII con la Corona el 17 de mayo de 1917. A partir de entonces, la superficie disponible para Campos de Prácticas fue reduciéndose progresivamente, para dar cabida a las distintas Facultades de la Universidad de Madrid, hasta límites que les hicieron pronto insuficientes para cumplir el cometido que tenían asignado.
En los anales de la Escuela Especial de Ingenieros Agrónomos queda muy destacada la reorganización que, por Real Decreto de 31 de diciembre de 1923, de la Presidencia del Directorio Militar, renovó los cuadros docentes, confiando al Director la propuesta de un nuevo plan de estudios. Aprobándose con los Reales Decretos de la Presidencia de 24 de septiembre y 10 de diciembre de 1924, respectivamente sobre el reglamento del Instituto Agrícola de Alfonso XII, compuesto ahora de las secciones de Enseñanza, Estaciones Especiales y Explotación, y el reglamento de la Sección de Enseñanza, integrada por la Escuela Especial de Ingenieros Agrónomos y la Profesional de Peritos Agrícolas.

### Integración de las Escuelas Especiales
Muy relevante fue el cambio que experimentaron las carreras de Ingenieros y arquitectos al advenimiento de la Segunda República. La de Ingenieros Agrónomos se encontró formando parte del Instituto Nacional Agronómico, que fue el nuevo título asignado al Instituto Agrícola de Alfonso XII, por Orden de 29 de abril de 1931. Después, todas las Escuelas Especiales de Ingenieros y la Escuela Superior de Arquitectura, pasaron a depender del Ministerio de Instrucción Pública, por Decreto-Ley de 16 de diciembre de 1931
Durante la guerra civil la Ciudad Universitaria sufrió el asedio a Madrid. Todavía pueden reconocerse impactos de bala en los bustos de los antiguos directores que se conservan en la dirección de la Escuela. Finalizada la guerra en 1939, poco quedaba del Instituto Nacional Agronómico que fuera aprovechable. Mientras la Escuela buscó refugio para reanudar sin demora las enseñanzas en la casa señorial del Marqués de Molins, en la calle del Amor de Dios. Reconstruida parte de los edificios de La Florida con lo más indispensable abrió las clases y laboratorios en el curso 1942-43. Mientras tanto, las Estaciones de Investigación y Experimentación otrora dependientes de la Escuela pasaron a formar parte del Instituto Nacional de Investigaciones Agronómicas, por Ley de 10 de febrero de 1940, y quedaba territorialmente incorporado al sector agronómico de la Ciudad Universitaria, y dependiente del Ministerio de Agricultura, Pesca y Alimentación.

### Instituto Politécnico Superior
El desarrollo agrícola y la modernización de la agricultura de España durante las décadas de 1960 y 70, incrementó la demanda de Ingenieros y Peritos agrícolas. Ello trajo como consecuencia la creación de nuevas Escuelas en dos niveles formativos en otras regiones. Sucesivamente, varias disposiciones generales cambiaron la estructura clásica de las Escuelas Especiales, al establecer el acceso directo a las Enseñanzas Técnicas de Grado Superior de los Bachilleres Superiores. Así, la Ley de 20 de julio de 1957, sobre ordenación de las Enseñanzas Técnicas, además del acceso directo, establecía dos cursos, uno selectivo y otro de iniciación, como previos para continuar los cinco cursos restantes de la carrera, pudiendo ser cursado el primero tanto en cualquiera de las Escuelas Técnicas Superiores como en ciertas Facultades de Ciencias. Abrió dicha Ley cauce a las especialidades, que para los Ingenieros Agrónomos fueron cuatro: Mejora Rural y Maquinaria Agrícola, Fitotecnia y Zootecnia, Industrias Agrícolas, y Economía y Sociología Agraria, y creó el Grado de Doctor, que implícitamente poseían todos los Ingenieros titulados en las Escuelas Especiales.
El proceso de liberalización para las carreras Técnicas Superiores avanzó de nuevo al ser promulgada la Ley de Reorganización de Enseñanzas Técnicas de 29 de abril de 1964, que limita a cinco años académicos la duración de las enseñanzas en las Escuelas Técnicas de Grado Superior. Por Decreto-Ley de 6 de mayo de 1965 se fijan para la Escuela Técnica Superior de Ingenieros Agrónomos cinco especialidades: Fitotecnia, Zootecnia, Ingeniería Rural, Industrias y Economía Agraria. El grado de Doctor requiere cursar, además, estudios durante dos años y aprobar una tesis que consistirá en un trabajo original de investigación.
Gran interés, debe atribuirse al Decreto de 2 de febrero de 1966, que promueve la progresiva aproximación entre las Facultades Universitarias y las Escuelas Técnicas Superiores, integrada en 1966 en el Instituto Politécnico de Madrid, que se convirtió en la Universidad Politécnica de Madrid en 1971.
El plan de estudios de 1974, mantiene las cinco especialidades: Fitotecnia, Zootecnia, Ingeniería Rural, Industrias y Economía Agraria. El acceso es a través de las pruebas de selectividad tras realizar el COU, Curso de Orientación Universitaria. Tenía un primer ciclo de dos años común a todas las ramas de Ingeniería con las enseñanzas básicas y después cuatro cursos de especialización, que culminaban con la redacción y defensa del proyecto fin de carrera. Además se impartían dos cursos de doctorado para culminar con la redacción de la tesis doctoral.
El plan de estudios de 1974 fue sustituido por el Plan de estudios del año 1996, parcialmente modificado en 2006, este plan reducía los estudios a cinco años y daba más participación al desarrollo libre curricular, así como a la integración de los estudios técnicos o de tres años con los superiores. En 2010 se inicia el primer curso del “plan de Bolonia” determinado por la Declaración de Bolonia de aplicación en la mayoría de las universidades europeas dentro de lo que es el Espacio Europeo de Educación Superior. Estos estudios se han modificado parcialmente con el Plan 2017 quedando los títulos de Graduado en Ingeniería Agrícola, Graduado en Ingeniería Alimentaria, Graduado en Ingeniería Agroambiental, Graduado en Biotecnología y el Grado en Ciencias Agrarias y Bioeconomía.

## Instalaciones

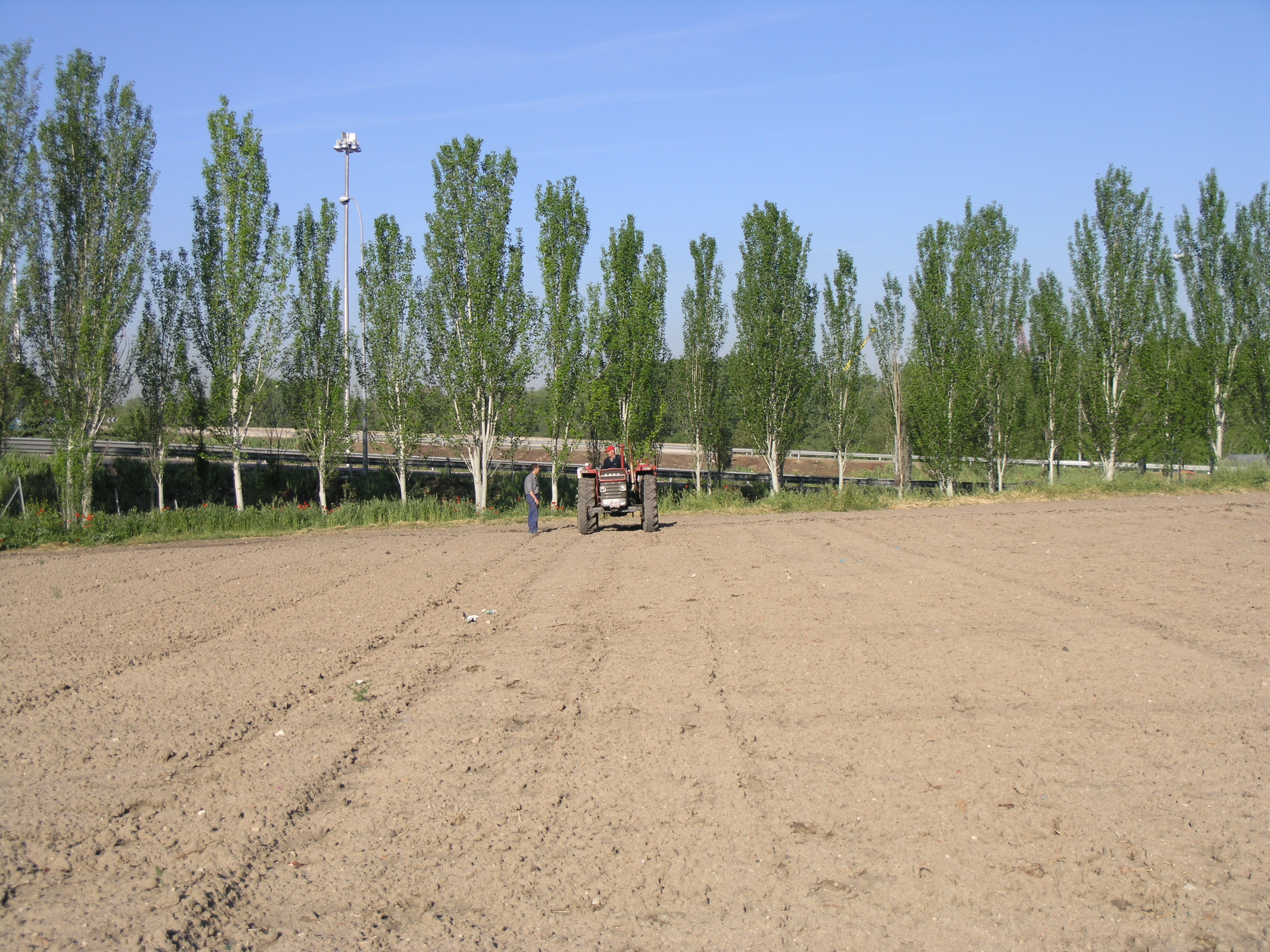
Campos de Experimentación Agronómica en Ciudad Universitaria.

La Escuela se ubica en la zona sur de la Ciudad Universitaria de Madrid (distrito de Moncloa-Aravaca), cuenta con siete hectáreas de Campos de Experimentación Agronómica situados en la calle de la Senda del Rey, incluidos en el corredor verde del Campus de Excelencia Internacional de Moncloa. El recinto principal de la escuela la componen un complejo de edificios y dos aparcamientos, uno para el personal y otro para estudiantes. El más antiguo y grande de los edificios, proyectado por Carlos Gato Soldevilla, 1924, tiene en la actualidad planta en forma de “U”, tiene una planta baja y planta primera donde se ubican principalmente aulas, laboratorios, el salón de actos y la cafetería, cuenta además con cinco torreones que configuran las plantas segunda, tercera y cuarta, donde se ubican la dirección de la Escuela, otros servicios administrativos y departamentos. Los demás edificios del complejo son el Aulario, el Edificio de Motores y Máquinas, la Biblioteca que además alberga las salas de informática y el centro de reprografía y librería técnica y el complejo de edificios de Agrícolas. 
Los campos de experimentación agronómica tienen los edificios de Industrias Agroalimentarias, Nave de Maquinaria y Motores, edificio de Fitotecnia donde también se ubica el CEIGRAM; el complejo de Botánica y Protección de Cultivos, los edificios de la unidad de Producción Animal. Además de los edificios destinados a viviendas de los empleados de los campos, alberga modernas naves ganaderas e invernaderos dedicados al estudio y a la investigación agropecuaria.

## Organización

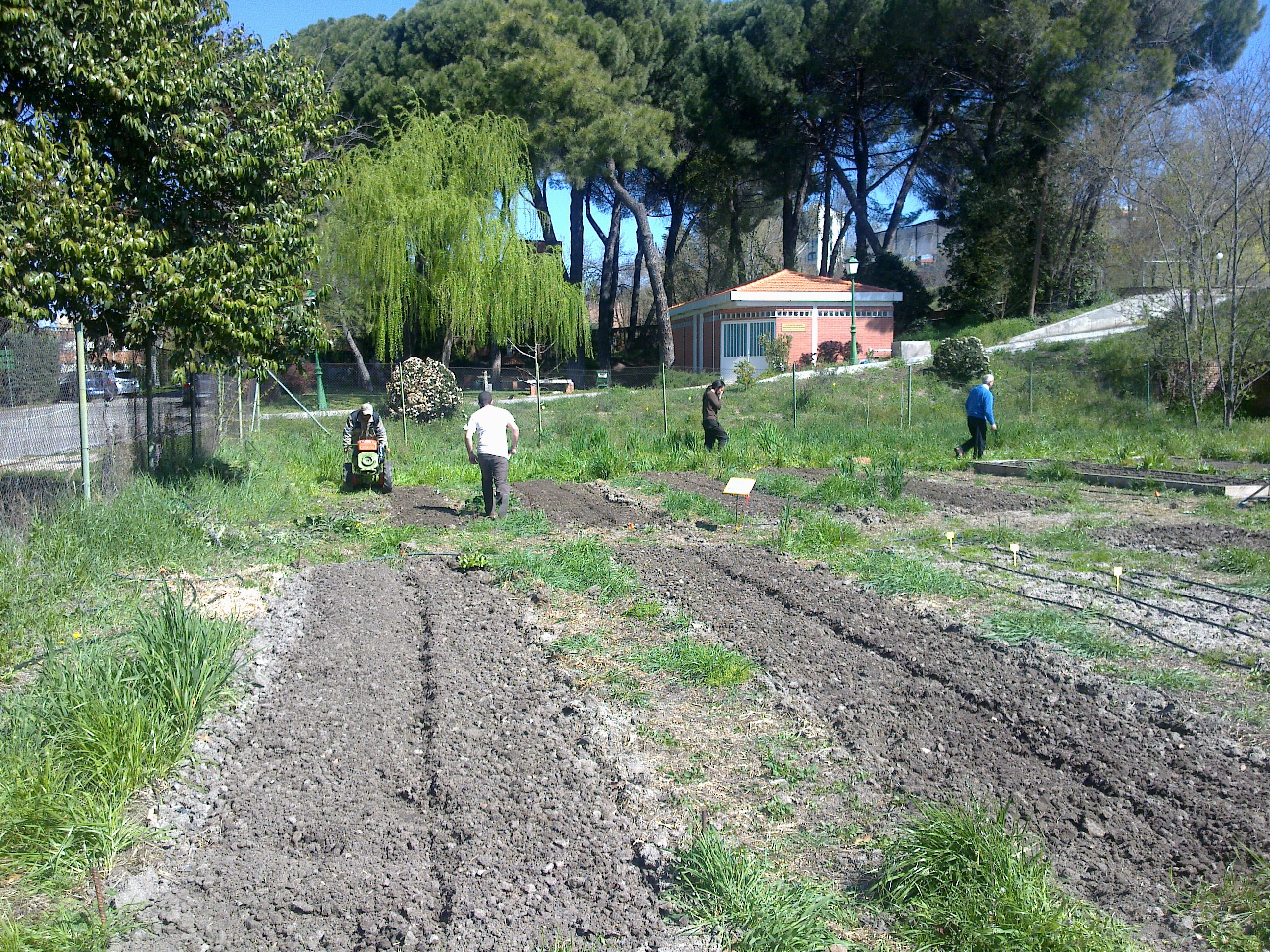
Huerto ecológico en los Campos de Experimentación Agronómica de la Escuela Técnica Superior de Ingeniería Agronómica, Alimentaria y de Biosistemas.

La escuela tiene unos 1300 estudiantes de grado, 300 estudiantes de Máster y Doctorado, casi 300 profesores y un centenar de personas dedicadas a la administración y servicios.
El equipo directivo lo forman el director y los Subdirectores: Jefe de Estudios; de Investigación, Doctorado y Posgrado; de Calidad y Organización Docente; de Alumnos y Relaciones Internacionales; de Infraestructuras, Informática y Asuntos Económicos; y la Secretaria Académica. Los Órganos Colegiados de Gobierno son: la Junta de Escuela, la Comisión de Gobierno, la Comisión de Ordenación Académica, la Comisión de Convalidaciones, la Subcomisión de Adaptaciones, la Comisión Asesora de Asuntos Económicos, la Junta de Compensación y la Comisión Electoral. Estos órganos están formados proporcionalmente por profesores, alumnos, colectivos de la comunidad académica y personal de administración y servicios. La máxima organización que representa a los alumnos en la escuela es la Delegación de Alumnos. La escuela se organiza en Departamentos que son los responsables de la docencia en sus áreas de conocimiento. Los departamentos que organizan las asignaturas y la investigación son:
- Biotecnología-Biología Vegetal
- Economía Agraria, Estadística y Gestión de Empresas
- Ingeniería Agroforestal
- Producción Agraria
- Química y Tecnología de Alimentos
- Matemática Aplicada
- Lingüística Aplicada a la Ciencia y a la Tecnología

Además los profesores y personal de administración y servicios se organizan en: Grupos de Investigación, Grupos de innovación educativa y Grupos de Cooperación.
Los Grupos de Investigación son: 
- Asociaciones simbióticas planta-microorganismo
- Biodiversidad y conservación de recursos fitogenéticos
- Biotecnología de Proteínas Vegetales
- Biotecnología y Genómica de Semillas
- Calidad de Suelos y Aplicaciones medioambientales
- Contaminación de agroecosistemas por las prácticas agrícolas
- Economía Agraria y Gestión de los Recursos Naturales
- Edificación, Infraestructura y Proyectos en Ingeniería Rural y Medioambiental (EIPIRMA)
- Energía y Agricultura
- Enología, Enotécnia y Biotecnología Enológica
- Fractales y Aplicaciones en Ciencias del Suelo y Medioambientales (PEDOFRACT)
- Grupo de Agroenergética (GA-ETSIAM)
- Grupo de Investigación en Viticultura
- Grupo de Sistemas Agrarios (AgSystems)
- Grupo de Sistemas Complejos
- Hidráulica del riego
- Homeostasis iónica y ciclo celular
- Interacciones Moleculares Planta-Patógeno
- Investigación en Bioelectromagnetismo aplicado a la Ingeniería Agroforestal
- LPF-TAg: Laboratorio de Propiedades Físicas y Tecnologías Avanzadas en Agroalimentación
- Manejo Integrado de Plagas
- Mejora Genética de plantas
- Metales pesados en el medio agrícola
- Métodos Cuantitativos en el Sector Agroalimentario
- Patología Vegetal
- Patrimonio, documentación gráfica y construcción agroforestal
- Planificación y Gestión sostenible del desarrollo rural/local
- Producción Animal
- TI Aplicadas a la Ingeniería Agronómica
- Tractores y Laboreo
- Valorización de Recursos

Los grupos de innovación educativa son:
- GIE - 13. Edu-Tecna
- GIE - 17. Agricultura ecológica
- GIE – 18. ZOOINNOVA
- GIE - 27. Grupo de Innovación Educativa en Proyectos de Ingeniería (GIE-Project)
- GIE - 30. RIESGOMAT (RIESGOMAT)
- GIE - 34. Innovación Educativa en la Ciencia del Suelo (edu-SOIL)
- GIE - 40. Grupo de Sistemas Agrarios (AgSystems)
- GIE - 44. Nuevas técnicas docentes en la enseñanza de la Física
- GIE - 54. Eduenbo
- GIE - 57. Física Interactiva
- GIE - 64. Innovación educativa en tecnologías eléctricas y automática de la ingeniería rural (IE-TEA)
- GIE - 69. Pedofract.edu

Los Grupos de cooperación son aquellos que trabajan en investigación y cooperación al desarrollo, principalmente en países en vías de desarrollo, recogen un compromiso social para con los más desfavorecidos. Los grupos de cooperación de la Escuela de Agrónomos son:
- Grupo de Sistemas Agrarios (AgSystems)
- Promoción Desarrollo Comunitario Áreas Marginales (PRODECAM)
- Red de Ingeniería Solidaria y educativa (RISE)
- Técnicas avanzadas en agroalimentación para la cooperación y el desarrollo (LPF_TAGRALIA COOPERA)
- Fundación Agrónomos sin Fronteras

La Escuela cuenta con varios centros relacionados: Centro de Estudios e Investigación para la Gestión de Riesgos Agrarios y Medioambientales (CEIGRAM); Centro de Biotecnología y Genómica de Plantas (CBGP), Centro de Innovación en Tecnología para el Desarrollo Humano (itdUPM), y el Centro de competencias digitales.

## Biblioteca
La nueva Biblioteca se inauguró el 26 de noviembre de 2001 y es una de las más modernas, entre las universitarias, de la Comunidad de Madrid. Su superficie útil es de 3400 m², en los que se ubican tres Salas de Estudio (403 puestos de lectura), una Sala de Consulta Restringida (12 puestos), una sala para videoconferencias y varias Salas Polivalentes (168 puestos), para realizar trabajos en grupo, de libre acceso para a los alumnos y profesores de la Escuela. Además alberga las salas de Informática para alumnos. 
Como detalle arquitectónico relevante destaca la cúpula del piso superior que distribuye luz cenital a través de un patio central a la planta inferior, dotándola de una gran luminosidad natural.
La biblioteca tiene más de 50.000 volúmenes y otros 2.000 volúmenes publicados antes de 1900, 1029 títulos de revistas de los cuales 126 están activos, cuenta con más de 790 mapas además de toda la cartografía digital de España, almacena más doce 900 tesis doctorales y también recoge documentación en forma de videos, DVD y CD-ROMs, todas las publicaciones de la FAO (Organización para la Agricultura y la Alimentación), todas las Monografías editadas por la Escuela y una sección de referencia con diccionarios técnicos y de la Lengua (española, inglesa, alemana y francesa), así como anuarios, directorios y enciclopedias. También dispone del acceso a revistas y libros electrónicos. 
Desde su fundación la Biblioteca ha sido un lugar singular de la Escuela. Inicialmente era obligado que todo profesor recién nombrado debía escribir un libro sobre la asignatura que impartía antes de cumplir los diez años de dedicación.

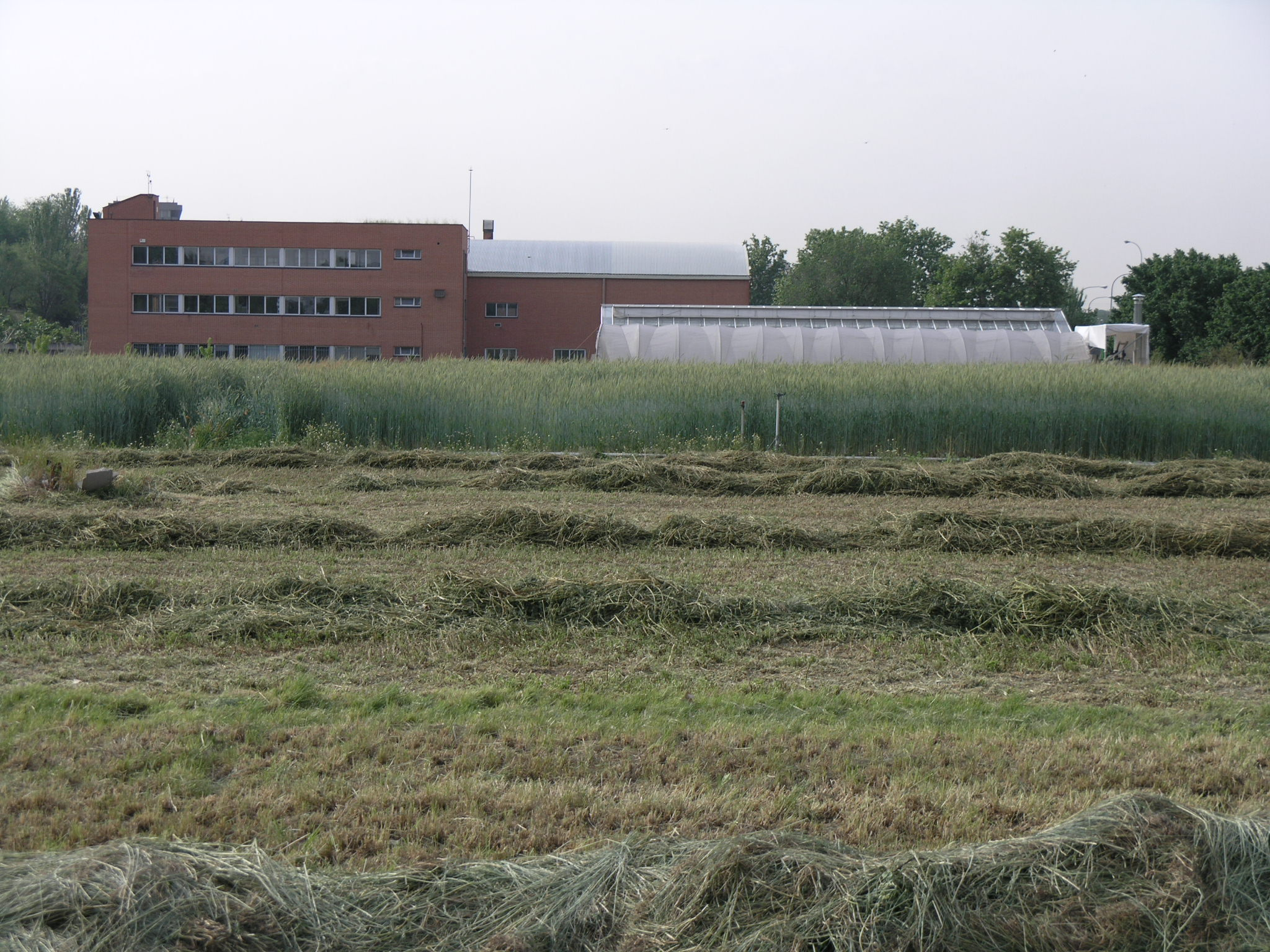
Campos de prácticas de Agrónomos en la Ciudad Universitaria de Madrid

## Grado en Ingeniería Agrícola
El graduado en Ingeniería Agrícola por la UPM será un profesional especialmente preparado para la planificación, diseño y ejecución de proyectos y procesos productivos agrarios. Un profesional capacitado para redactar, diseñar, ejecutar planes y proyectos de ingeniería agrícola relacionados con producción animal y vegetal, jardinería y paisajismo, construcción de edificaciones, infraestructura rural, mecanización agraria, electrificación y regadíos, gestión de recursos hídricos y aplicaciones de la ingeniería cartográfica y geodésica en la ingeniería agrícola, según la mención cursada.
El desarrollo profesional estará enfocado a conseguir una productividad más alta, un mayor beneficio económico, una mejora del bienestar en áreas rurales y una defensa del medio ambiente. Será un profesional especialmente preparado para trabajar en el campo multidisciplinar de ciencia y tecnología, capaz de desarrollar y aplicar las metodologías propias de la ingeniería para valorar, mejorar y gestionar la calidad ambiental, el uso de los recursos en la agricultura, la ganadería, las agroindustrias y el medio rural, así como la producción de energías renovables en el medio agrario.
Especialidades en Mecanización y construcciones rurales, Explotaciones agropecuarias y Hortofruticultura y jardinería.

## Estudios de Grado
La Escuela forma profesionales capaces de abordar problemas relacionados con las necesidades básicas de la vida y la gestión de los recursos de nuestro planeta mediante el diseño de soluciones económica y medioambientalmente viables a problemas complejos. Con estos objetivos los títulos que se imparten que abordan los problemas con una base común, la ingeniería, y que se centran en los tres aspectos relacionados con las necesidades básicas de la vida: Agronómica, Alimentaria y Ambiental.
Todos los grados tienen una duración de cuatro años y cada uno se divide en dos semestres. Los cursos comienzan en septiembre y terminan en julio. Tiene un currículo de 240 créditos europeos (ECTS), cada crédito equivale a 27 horas de dedicación del alumno tanto en el aula como fuera de ella. Finalizados todos los cursos, el estudiante realiza el Trabajo de Fin de Grado para obtener el título.

### Graduado en Ingeniería y Ciencia Agronómica (2010-2017)
Este título recoge la formación en ciencia, tecnología e Ingeniería agronómica, con materias que conforman la aplicación de la Ingeniería al Medio Rural: infraestructuras, gestión del agua y regadíos, construcción; y específica en producción vegetal y animal. Todo ello enfocado para producir materias primas de forma eficiente y sostenible, para alcanzar un mayor beneficio económico para el agricultor y la sociedad, promover el desarrollo rural y la defensa del medio ambiente.
Los egresados tendrán atribuciones profesionales plenas en el ámbito de la Ingeniería del Medio Rural, pudiendo acceder a la profesión regulada de Ingeniero Técnico Agrícola en la especialidad indicada. Su formación puede continúa en el Máster en Ingeniería Agronómica, que da acceso a la profesión regulada de Ingeniero Agrónomo. 
Su diseño facilita la movilidad y el reconocimiento internacional, respondiendo plenamente al concepto de titulaciones internacionales como Agricultural and Biological Engineering y Agricultural and Bioresource Engineering. Cumple los requisitos formativos señalados por la red temática europea USAEE (University Studies of Agricultural Engineering in Europe) en consonancia con los criterios de la FEANI (European Federation of National Engineering Associations).
Las salidas profesionales son:
- Realizar proyectos agropecuarios.
- Planificar y aplicar la agronomía en el manejo de cultivos.
- Diseñar riegos y drenajes.
- Ejecutar trabajos de extensión rural y transferencia de tecnología.
- Supervisar créditos y seguros agrícolas.
- Diseñar jardines y espacios verdes.
- Gestión de empresas agropecuarias y agroalimemtarias.
- Departamentos de investigación, desarrollo e innovación de empresas biotecnológicas de las áreas agroalimentaria, veterinaria, forestal, farmacéutica.
- Diseñar y proyectar industrias alimentarias (lácteas, cárnicas, fermentativas, conserveras)

La tabla con las asignaturas por curso y semestre es la siguiente:
| Secuencia               | Primer semestre (otoño) | Segundo semestre (primavera) |
| ----------------------- | --- | --- |
| Primero                 | Cálculo Diferencial e Integral Física Química Biología Expresión Gráfica | Álgebra Lineal y Aplicaciones Física 2 Química 2 Geología Climatología Economía General |
| Segundo                 | Cálculo de Varias Variables Bioquímica Termodinámica y Motores Endotérmicos Hidráulica Edafología | Topografía, Cartografía y Fotogrametría Electrotecnia y Electrónica Mecánica de Materiales y Análisis Estructural Estadística Fisiología Vegetal Fisiología Animal                                                                        |
| Tercero                 | Fitotecnia I. Bases de la Producción Vegetal Economía de la Empresa Mejora Genética Animal Nutrición Animal Genética y Principios de Mejora Ingeniería del Riego y del Drenaje Estructuras metálicas y Elementos de edificación | Fitotecnia II. Tecnología de la Producción Vegetal Instalaciones Eléctricas de Baja Tensión Botánica Agrícola Geotécnica y Cimentaciones Obras de Infraestructura Rural Inglés Proyectos Evaluación y corrección de Impactos Ambientales. |
| Cuarto                  | Ingeniería de la Maquinaria Agrícola Producciones Animales 1 Producciones Animales 2 Cultivos Herbáceos Arboricultura General Protección de Cultivos Valoración Agraria y Evaluación de Inversiones                             | Bloques optativos: Producción Vegetal Producción Animal Economía Agraria Ingeniería Rural Bloque Transversal Prácticas en Empresa |
| Trabajo de Fin de Grado | | |

### Graduado en Ingeniería Alimentaria
El Grado en Ingeniería Alimentaria forma ingenieros para el desarrollo de sistemas y estrategias de gestión que puedan mejorar, controlar y mantener la calidad de los procesos de elaboración, conservación y distribución de alimentos, para la redacción de proyectos de diseño y construcción de las instalaciones, la gestión de la calidad y de la seguridad alimentaria. 
Tiene atribuciones profesionales plenas en el ámbito de la Ingeniería de las Industrias Alimentarias y Agrarias, equivalentes a la profesión regulada de Ingeniero Técnico Agrícola en la especialidad de industrias agroalimentarias. Los estudios pueden continuar en el Master Universitario en Ingeniería Agronómica que habilita para la profesión de Ingeniero Agrónomo, al Master Universitario en Tecnología de Alimentos y a otros afines.
Este grado es similar a títulos como “Food Science and Engineering” del actual AgroParisTech, y “Biological Systems Engineering - Food Engineering Specialization” de la Universidad de Davis, California.
Las salidas profesionales son:
- Diseño y gestión de Industria Alimentaria.
- Ingeniería y Consultoría en industrias agroalimentarias.
- Gestión de empresas de suministros
- Certificación y acreditación
- Aplicación y seguimiento de programas de calidad total y gestión medio ambiental.

### Graduado en Ingeniería Agroambiental
Forma profesionales preparados para comprender, abordar y corregir problemas agroambientales con visión integrada. Incluye asignaturas multidisciplinares en ciencia y tecnología propias de la Ingeniería. El título está diseñado teniendo en cuenta las dimensiones sociales, económicas, tecnológicas y ecológicas que conforman el concepto de desarrollo sostenible. 
La formación integral del titulado se basa en el estudio de las disciplinas que permiten comprender tanto los problemas ambientales y la armonización de soluciones. Se estudia agronomía, ingeniería general, bioingeniería, ingeniería ambiental, fundamentos agroambientales, climatología, suelos, agua, atmósfera, cambio climático, sistemas de información geográfica, agroenergética, agricultura ecológica, conservación de recursos biológicos, ordenación del territorio y de los recursos naturales. 
El Grado da acceso a numerosos estudios de Máster, entre otros, el Máster en Ingeniería Agronómica, a través del cual se accede a la profesión regulada de Ingeniero Agrónomo, y el Máster en Ingeniería Ambiental.
Las salidas profesionales son:
- Ingeniería y consultoría ambiental, tanto en el sector privado como en el sector público.
- Obras de ingeniería ambiental.
- Diseño e implantación de tecnologías de tratamiento de aguas y emisiones.
- Restauración ambiental.
- Recuperación de suelos contaminados.
- Diseño y gestión en energías renovables
- Evaluación de Impacto ambiental.
- Planes y proyectos de ordenación territorial y urbanística.
- Proyectos de desarrollo rural.
- Gerencia de empresas y actividades comerciales en el sector ambiental.

### Graduado en Biotecnología
Recoge los estudios sobre biotecnológica, mecanismos moleculares y celulares de los seres vivos. Este grado aplica los conocimientos científicos y tecnológicos a los organismos vivos o sus partes para la producción de bienes o servicios, en las áreas de agricultura, alimentación, ganadería, producción forestal, medio ambiente o sanitaria. Sus estudios continúan en el Máster Universitario en Biotecnología Agroforestal.

### Grado en Ingeniería Agrícola
El objetivo de estos estudios es la capacidad para diseñar, dirigir y gestionar proyectos de ingeniería en el ámbito de la producción agrícola y ganadera (edificaciones, regadíos, vías y otras infraestructuras rurales, mecanización, electrificación, etc) con criterios de rentabilidad económica, social y ambiental. También en temas de jardinería y paisajismo, valoraciones agrarias y agrimensura. Estos estudios habilitan para el ejercicio de la profesión de Ingeniero Técnico Agrícola y permiten acceder directamente a los estudios del Máster en Ingeniería Agronómica.

### Grado en Ciencias Agrarias y Bioeconomía
Grado dirigido preferentemente a estudiantes con inquietudes en la producción agraria sostenible y en la aplicación para ese fin de las ciencias de la vida y la tierra, de la biotecnología y la bioeconomía.

## Estudios de Máster
La escuela expide títulos de tercer ciclo: máster y doctorado. Para acceder a sus estudios antes se debe tener cursado 240 créditos de grado, o el título de Ingeniero Agrónomo. Los estudios oficiales son:
- Máster Universitario en Ingeniería Agronómica, que da acceso a la profesión de Ingeniero Agrónomo
- Máster Universitario en Ingeniería Alimentaria Aplicada a la Salud
- Máster Universitario en Ingeniería de Sistemas Agrarios
- Máster Universitario en Biotecnología Agroforestal
- Máster Universitario en Biología Computacional
- Máster Universitario en Economía Agraria, Alimentaria y de los Recursos Naturales
- Máster Universitario en Jardinería y Paisajismo
- Máster Universitario en Planificación de Proyectos de Desarrollo Rural y Gestión Sostenible (Agris Mundus)
- Máster Universitario en Recursos Fitogenéticos
- Máster Universitario en Producción y Sanidad Animal
- Máster Universitario en Tecnología Agroambiental para una Agricultura Sostenible
- Máster Universitario en Estrategias y Tecnologías para el Desarrollo: La Cooperación en un Mundo en Cambio
- Doble título de Máster Universitario en Ingeniería Agronómica y en Economía Agraria, Alimentaria y de los Recursos Naturales

Estos másteres tienen entre 60 y 120 créditos europeos, por lo que la duración es de entre 1 y 2 años incluido el trabajo fin de máster, salvo el doble máster.

## Estudiantes célebres
- Isabel García Tejerina, Ministra de Agricultura y Pesca, Alimentación y Medio Ambiente de España (2014-2018).
- Jaime Lamo de Espinosa, Ministro de Agricultura de España de 1978 a 1981, Catedrático de Economía en la Escuela y Cátedra Jean Monnet de la Comisión Europea.
- Elías Fereres Castiel, presidente del CSIC de 1991 a 1992, Presidente de la Real Academia de Ingeniería desde 2011.
- Patricia Ortega, primera mujer en acceder a las Fuerzas Armadas Españolas.
- José Manuel López Rodrigo, político, Diputado de la Asamblea de Madrid desde 2015.
- Pilar Carbonero Zalduegui, bioquímica, en 2003 ingresa en la Real Academia de Ingeniería siendo la primera mujer.
- Fernando Abril Martorell, Vicepresidente segundo del Gobierno y Ministro de Economía de España de 1978 a 1980, y Ministro de Agricultura de España de 1976-1977.
- Ángel Galíndez Celayeta, destacado hidrólogo.
- Cirilo Cánovas García, Ministro de Agricultura de España de 1957 a 1965.
- Rafael Cavestany de Anduaga, Ministro de Agricultura de España de 1951 a 1957, fundador de la Compañía Agrícola y Forestal (CAIGFE) en Guinea.
- Ramón Serrano Salom, destacado bioquímico y biólogo molecular.
- Carlos Rein Segura, Ministro de Agricultura de España de 1945 a 1951.
- Enrique Ballestero Pareja, fundador del Centro de Estudios de Postgrado de Administración de Empresas (CEPADE)
- Manuel Valdivia Ureña, resolvió algunos de los problemas matemáticos planteados por Alexander Grothendieck y el teorema de la gráfica boreliana de Laurent Schwartz.
- José Ruiz Santaella, distinguido como "Justo entre las Naciones" por su papel durante la Segunda Guerra Mundial.
- Juan Marcilla Arrazola, destacado microbiólogo, vicepresidente del Consejo Superior de Investigaciones Científicas y director del Instituto Cajal y el primer presidente de la Sociedad Española de Microbiología.
- Julio Martínez Hombre, director de la Granja Experimental Agrícola de Nava (Asturias) 1924, destacó por sus estudios de astronomía y sobre la influencia de la Luna en los cultivos.
- Leandro Navarro Pérez, experto en patología vegetal, fotógrafo y cineasta.
- Joaquín Escrivá de Romaní y Fernández de Córdoba, director general de Agricultura, Industria y Comercio entre 1890 y 1892, presidente del Instituto Agrícola Catalán de San Isidro desde 1893 a 1897.
- Vicente Alonso Martínez, político liberal, diputado y senador de las Cortes de la Restauración.
- Enrique Barceló Carles, empresario bodeguero, presidente de la Federación Internacional del Vino y Bebidas Espirituosas (FIVS) entre 1967 y 1970, procurador en Cortes.
- Santos A. Cordero Castaño, jefe del Servicio Territorial de Agricultura y Ganadería de Salamanca de 2006 a 2008
- A. Torcal Legido, jefe del Congreso Municipal de Biotecnología de Madrid de 2016 a 2018